# Volkswagen up!
Volkswagen up! — автомобіль найменшого класу концерну Volkswagen AG.

## Опис

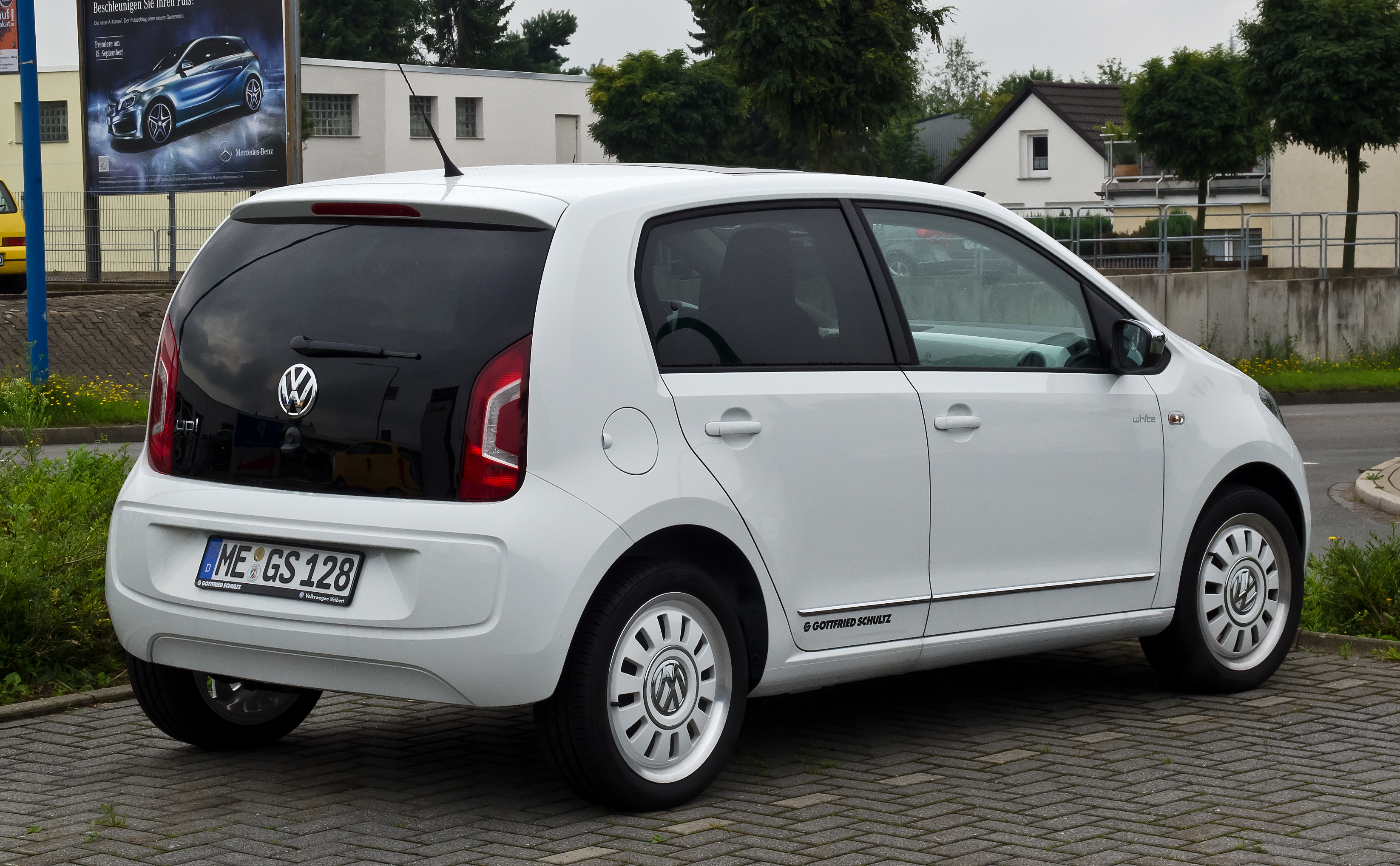
Volkswagen up! 5дв.

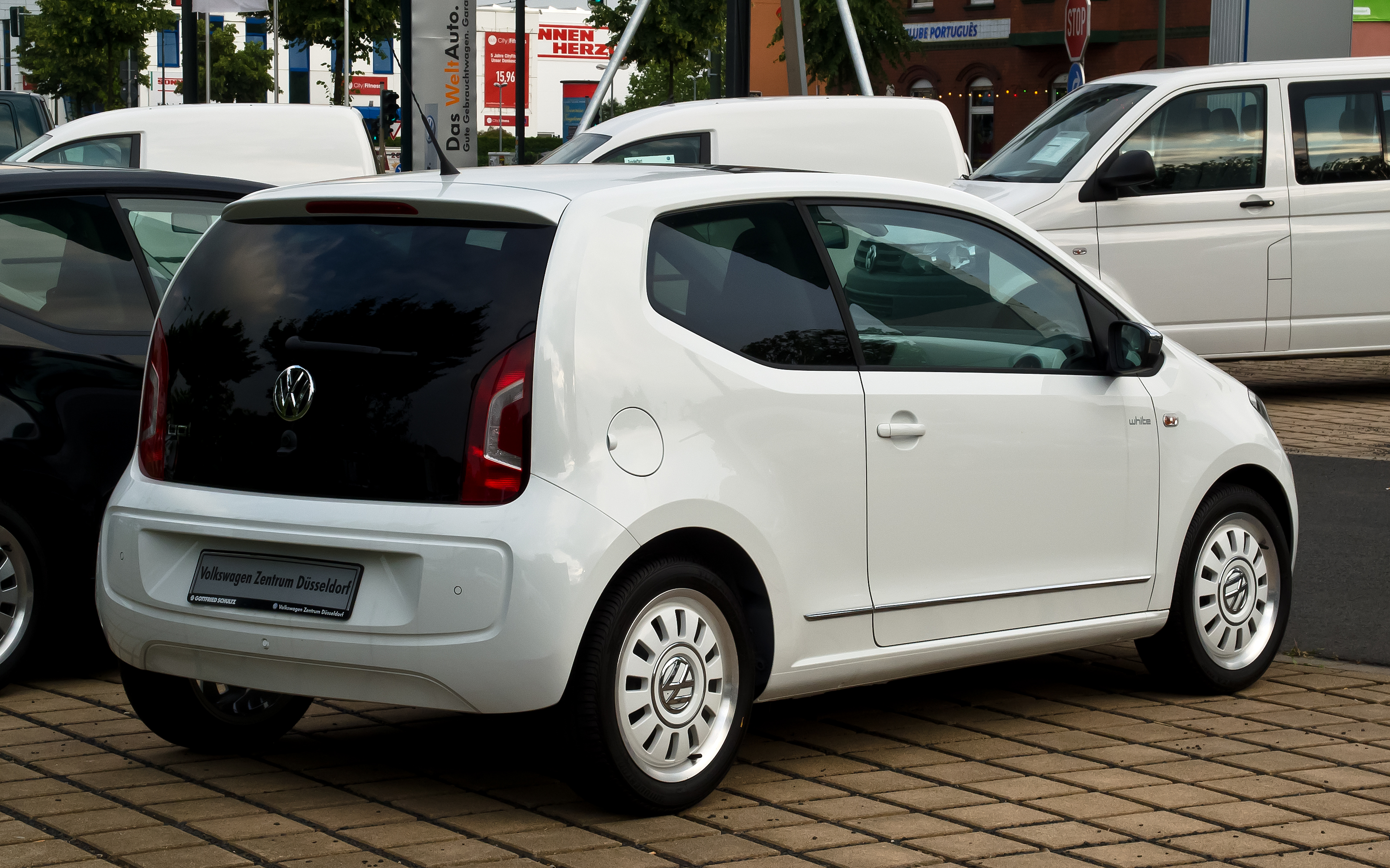
Volkswagen up! Здв.

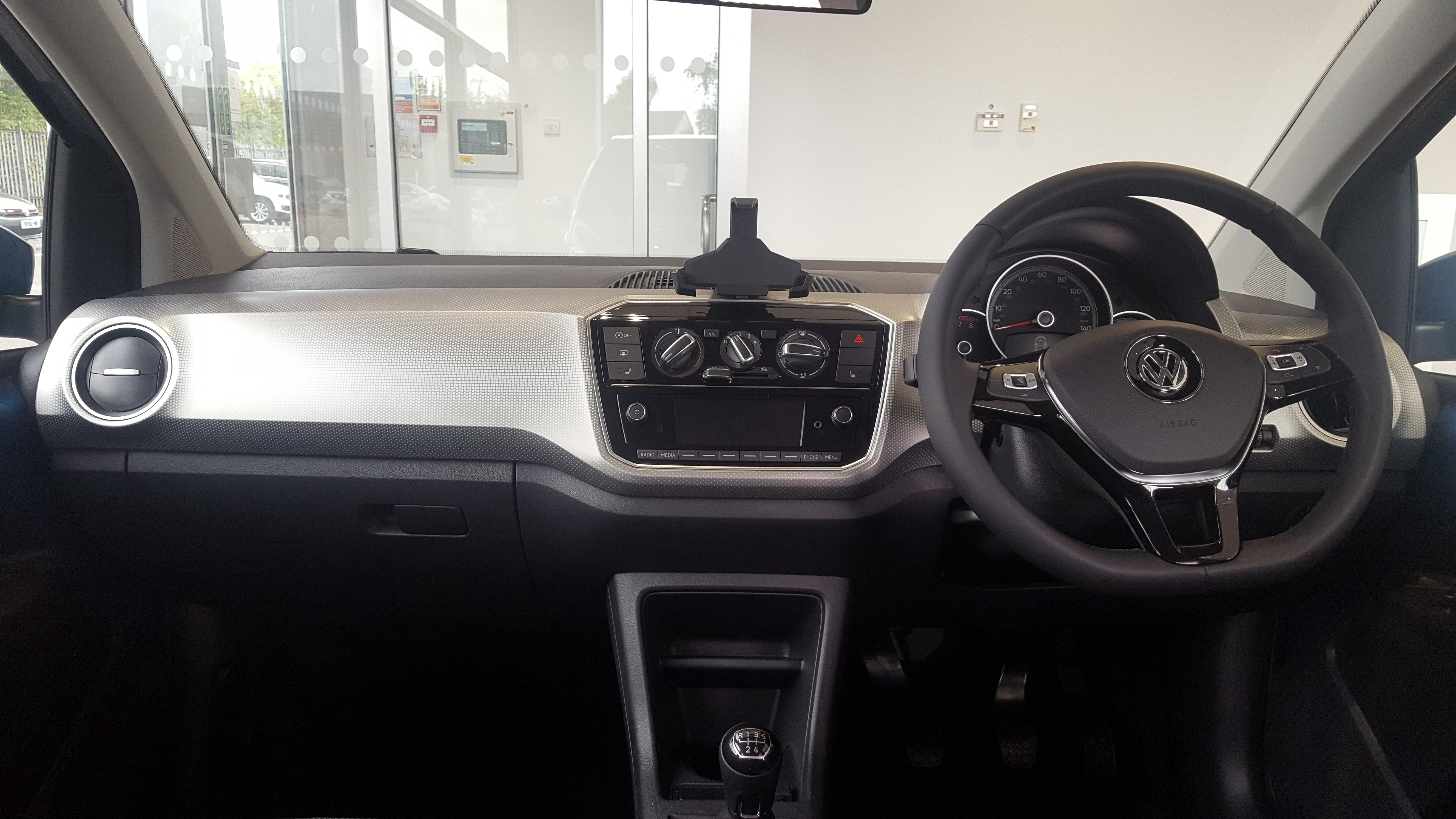

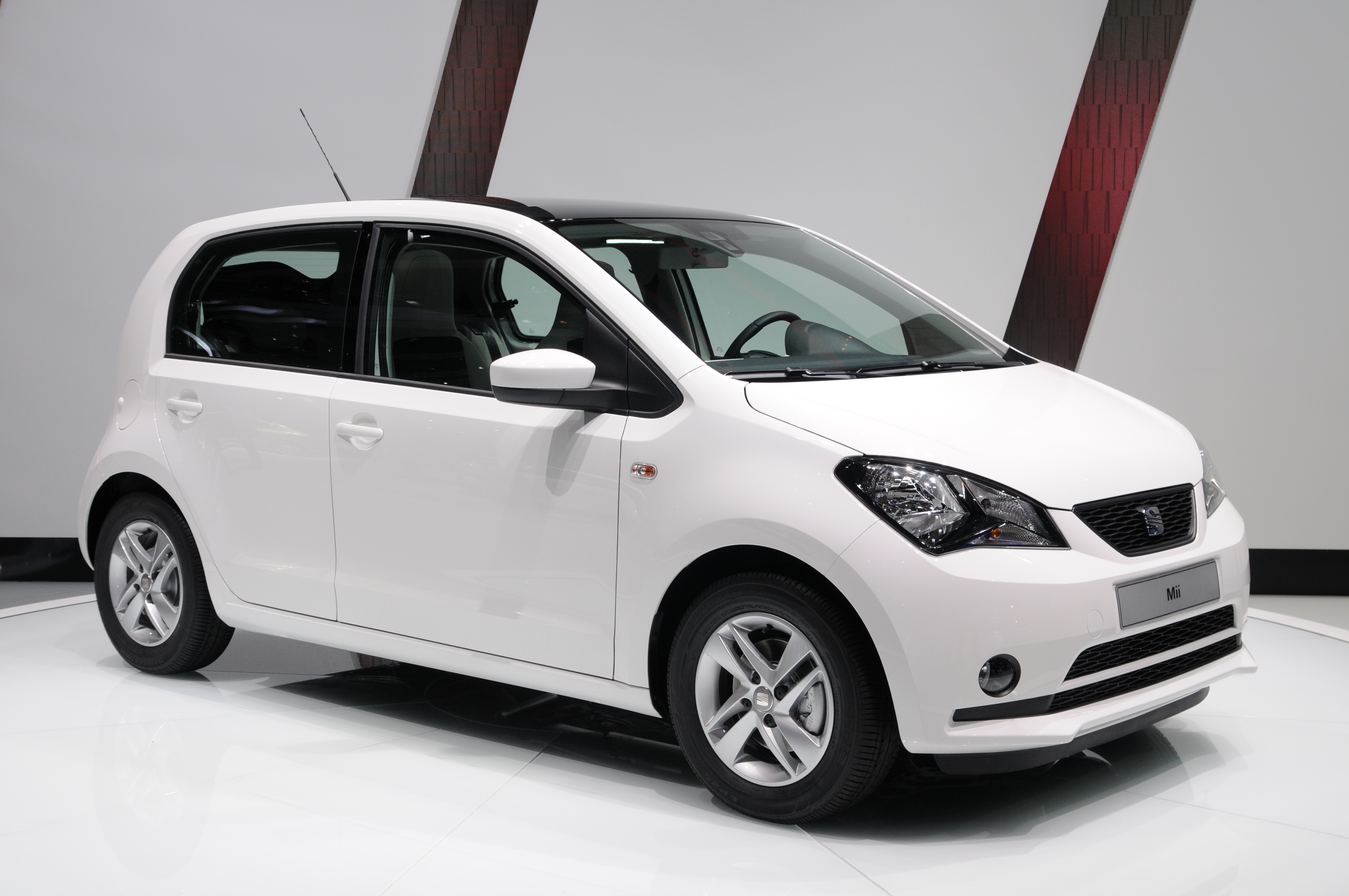
SEAT Mii
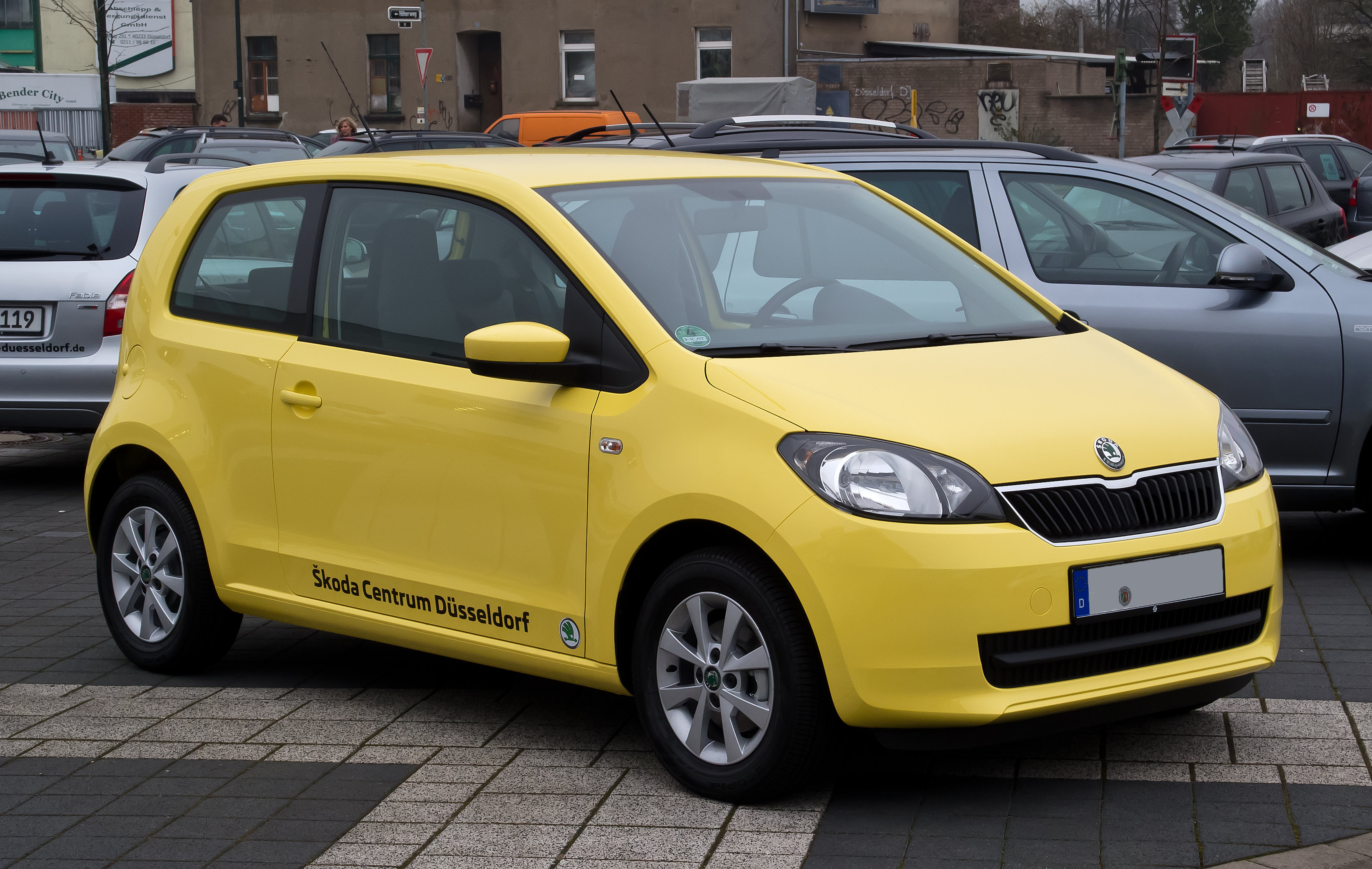
Škoda Citigo

Автомобіль прийшов на заміну Volkswagen Fox. Модель була вперше представлена на Франкфуртському автосалоні (IAA) 2011 року. Серійне виробництво тридверної версії розпочато на заводі в Братиславі (Словаччина). Продажі в Німеччині розпочалися 3 грудня 2011 року, а в інших країнах Європи у квітні 2012 році. З травня 2012 року пропонується п'ятидверний Volkswagen up!, а також версія з автоматичною коробкою передач.
У 2013 році випущено електричну версію під назвою Volkswagen E-up! із дальністю пробігу на одному заряді батареї 130 км. Очікується також гібридна і спортивна (GT) версії.
Найближчими конкурентами хетчбеку вважаються Toyota Aygo, Peugeot 108, Citroen C1, Kia Picanto, Hyundai i10 і Fiat 500. Випереджати суперників йому допомагають своєчасні оновлення, практичність та збалансована стартова ціна. Хетчбек запропонований у три- та п'ятидверній версіях. Обидві версії вміщують чотирьох людей.
Модельний ряд хетчбеку був розширений декількома спеціальними варіантами і на цей час складається з Take up!, Move up!, High up!, Look up!, Club up!, Street up! і Rock up!.
Базова модель Take up! постачається з бамперами, пофарбованими у колір кузова, CD-програвачем, додатковим входом для MP3 плеєру, контролем стабільності та подушками безпеки. Моделі Move up! або High up! пропонують краще оснащення. Перша оснащена кондиціонуванням повітря та складними задніми сидіннями, у той час, як друга модель має 15-дюймові литі диски коліс та підігрів передніх сидінь. Моделі High up!, Club up!, Street up! і Rock up! додадуть систему супутникової навігації, яка сполучається з комп'ютером автомобіля для відображення елементів управління аудіо та напрямку руху. Моделі Club up! і Street up! обладнані майже так само, але інакше стилізовані. Club up! є більш вишуканою, а Street up! — більш спортивною. Rock up! є найдорожчою моделлю лінійки та оснащена бічними порогами, заднім дифузором та спойлером даху.
Про безпеку пасажирів дбають: електронний контроль стабільності, антиблокувальні гальма, функція нагадування про ремені безпеки та шість подушок безпеки. Модель початкового рівня позбавлена центрального замка та запасного колеса, які увійшли до бази решти моделей. 
Volkswagen up! продається з незначними відмінностями під маркою SEAT та Škoda, відповідно SEAT Mii (наступник SEAT Arosa) та Škoda Citigo.
Автомобіль комплектується трициліндровим бензиновим двигуном 1.0 MPI потужністю 60 або 75 к.с., або трициліндровим двигуном, що працює на природному газі 1.0 CNG потужністю 68 к.с.
У 2016 році компактна модель отримала комплексне оновлення на фронті дизайну, технологій та двигунів. Окрім того, моделі додали модифікацію Cross Up! що виглядає як дуже маленький кросовер, однак не має повного приводу.
- SEAT Mii
- Škoda Citigo

## Volkswagen e-up!

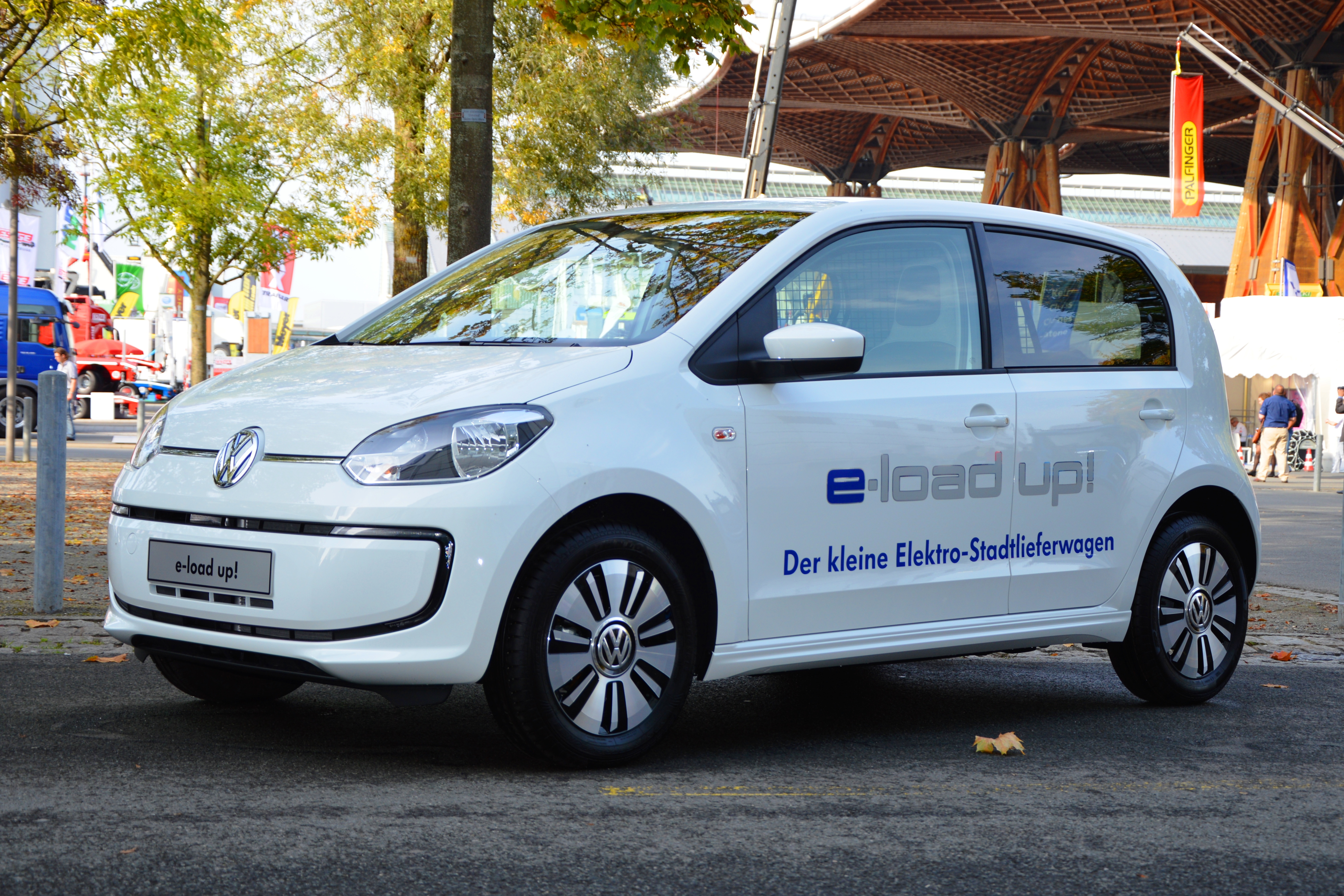
Volkswagen e-up!

Модель Volkswagen e-up!, запущена в виробництво в 2013 році, комплектується 82-сильним електродвигуном. Автомобіль комплектується літієвими батареями місткістю 18,7 кВт·год. Їх вистачає на пробіг 160 кілометрів. Так що витрата електрики становить 11,7 кВт·год на сто кілометрів. Максимальна швидкість складає 130 км/год.
За допомогою зарядного пристрою експрес-зарядки постійним струмом електрокар може наповнити свої акумулятори на 80 % за 30 хвилин.
Восени 2019 року місткість батареї збільшено до 32,3 кВт·год, а пробіг до 260 км.

## Двигуни
- 1.0 л H4Bt MPI I3 60 к. с.
- 1.0 л MPI I3 75 к. с.
- 1.0 л TSI I3-T 90 к. с.
- 1.0 л GTI I3-T 115 к. с.
- 1.0 л H4B EcoFuel I3 (CNG) 68 к. с.
- e-up! 82 к. с. 210 Н·м

## Продажі
| Рік  | Європа  | Європа       | Європа   |
| Рік  | VW Up!  | Škoda Citigo | SEAT Mii |
| ---- | ------- | ------------ | -------- |
| 2011 | 4,582   | 372          | 419      |
| 2012 | 113 827 | 18 827       | 27 673   |
| 2013 | 130 039 | 28 608       | 44 851   |
| 2014 | 124 845 | 24 865       | 40 616   |
| 2015 | 105 348 | 24 298       | 38 735   |
| 2016 | 96 836  | 19 882       | 38 664   |
| 2017 | 100 715 | 15 412       | 35 698   |
| 2018 | 97 366  | 13 031       | 36 450   |
| 2019 | 80 048  | 12 641       | 30 786   |
| 2020 | 59 578  | 7 790        | 14 120   |